# Чемпіонат України з футболу серед жінок 2001: вища ліга
Чемпіонат України з футболу 2001 року серед жінок — 10-й чемпіонат України з футболу, який проводився серед жіночих колективів. Змагання відбувалися лише у одному дивізіоні. Турнір стартував 25 липня, а завершився 28 вересня 2001 року перемогою (5:0) чернігівської «Легенди» над «Донеччанкою» в матчі за перше місце.

## Учасники
У чемпіонаті в 2001 році взяли участь 8 команд.
| Клуб           | Місто    |
| -------------- | -------- |
| Волинь         | Луцьк    |
| Донеччанка     | Донецьк  |
| Київська Русь  | Київ     |
| Легенда-Чексіл | Чернігів |
| Луганочка      | Луганськ |
| Львів'янка     | Львів    |
| Харків'янка    | Харків   |
| Юність         | Полтава  |

## Перший етап

### Група «Захід»
Матчі проходили в Чернігові з 25 по 29 липня та в Луцьку з 10 по 14 серпня 2001 року. Команди, які зайняли в групі перші 2 місця отримують місця в фінальному турнірі.
| 1 | «Легенда-Чексіл» (Чернігів) | ~   | 4:0 | 5:0  | 15:0 | 6 | 6 | 0 | 0 | 41 — 0  | 18 |
| 2 | «Волинь» (Луцьк)            | 0:5 | ~   | 3:10 | 5:0  | 6 | 2 | 1 | 3 | 14 — 20 | 7  |
| 3 | «Київська Русь» (Київ)      | 0:7 | 0:1 | ~    | 1:4  | 6 | 2 | 0 | 4 | 15 — 22 | 6  |
| 4 | «Львів'янка» (Львів)        | 0:5 | 5:5 | 2:4  | ~    | 6 | 1 | 1 | 4 | 11 — 35 | 4  |

### Група «Схід»
Матчі проходили в місті Щастя (Луганська область) з 27 по 31 липня та в Донецьку з 8 по 12 серпня 2001 року. Команди, які зайняли в групі перші 2 місця отримують місця в фінальному турнірі.
| 1 | «Донеччанка» (Донецьк) | ~   | 8:0 | 7:0 | 5:1 | 6 | 6 | 0 | 0 | 40 — 4  | 18 |
| 2 | «Луганочка» (Луганськ) | 1:6 | ~   | 3:2 | 4:2 | 6 | 4 | 0 | 2 | 14 — 22 | 12 |
| 3 | «Юність» (Полтава)     | 2:8 | 2:3 | ~   | 3:1 | 6 | 2 | 0 | 4 | 15 — 23 | 6  |
| 4 | «Харків'янка» (Харків) | 0:6 | 2:3 | 1:6 | ~   | 6 | 0 | 0 | 6 | 7 — 27  | 0  |

## Фінальний турнір
Турнір відбувся в Кременчуці в період з 20 по 28 вересня 2001 року. Команди які посіли 2 перших місця розіграють звання чемпіона України в додатковому матчі.
| 1 | «Донеччанка» (Донецьк)      | ~   |     | 5:0 |     | 3 | 2 | 1 | 0 | 16 — 2 | 7 |
| 2 | «Легенда-Чексіл» (Чернігів) | 2:2 | ~   |     | 5:0 | 3 | 2 | 1 | 0 | 13 — 2 | 7 |
| 3 | «Волинь» (Луцьк)            |     | 0:6 | ~   |     | 3 | 0 | 1 | 2 | 1 — 12 | 1 |
| 4 | «Луганочка» (Луганськ)      | 0:9 |     | 1:1 | ~   | 3 | 0 | 1 | 2 | 1 — 15 | 1 |

За кращою різницею забитих і пропущених м'ячів третьою командою в сезоні 2001 року стала «Волинь».

## Матч за перше місце
| 28 вересня 2001 | Легенда-Чексіл | 5:0 | Донеччанка |  |  |
|                 |                |     |            |  |  |
|                 |                |     |            |  |  |